# Kosmáčov
Kosmáčov je malá vesnice, část města Klatovy ve stejnojmenném okrese v Plzeňském kraji. Nachází se asi čtyři kilometry jihovýchodně od Klatov. Kosmáčov je také název katastrálního území o rozloze 1,18 km².

## Historie
První písemná zmínka o vesnici pochází z roku 1379.

## Obyvatelstvo
| Rok            | 1869 | 1880 | 1890 | 1900 | 1910 | 1921 | 1930 | 1950 | 1961 | 1970 | 1980 | 1991 | 2001 | 2011 | 2021 |
| -------------- | ---- | ---- | ---- | ---- | ---- | ---- | ---- | ---- | ---- | ---- | ---- | ---- | ---- | ---- | ---- |
| Počet obyvatel | 71   | 73   | 62   | 62   | 64   | 65   | 57   | 41   | 41   | 30   | 30   | 25   | 18   | 22   | 28   |
| Počet domů     | 10   | 11   | 11   | 11   | 11   | 10   | 10   | 10   | 10   | 9    | 8    | 10   | 10   | 11   | 12   |

## Obecní správa
Při sčítání lidu v letech 1850–1899 Kosmáčov byl osadou obce Luby v okrese Klatovy. V letech 1900–1963 byl osadou obce Sobětice v okrese Klatovy. Od roku 1964 je částí města Klatovy ve stejnojmenném okrese.

## Galerie

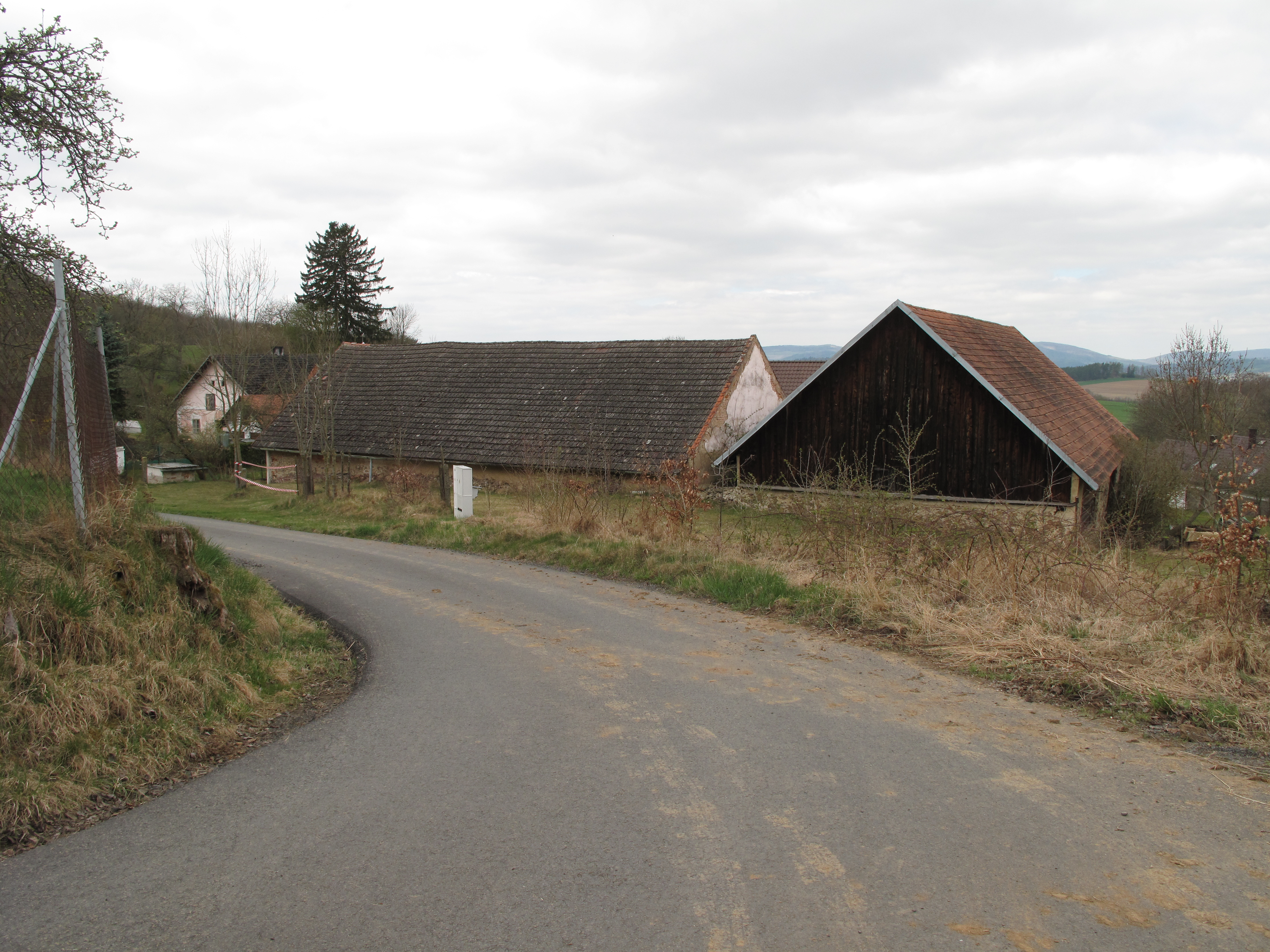
Stodola
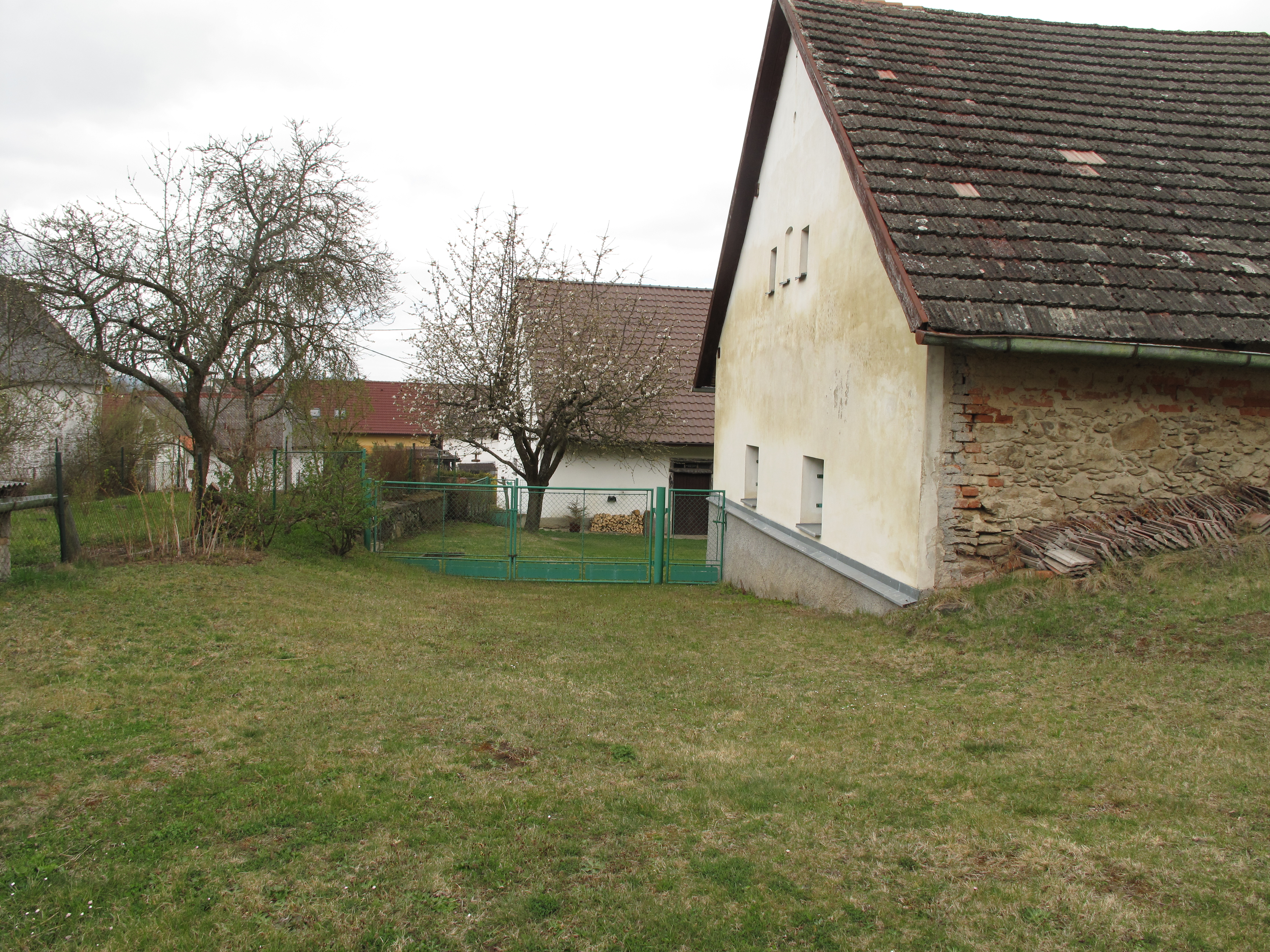
Vrata chalupy
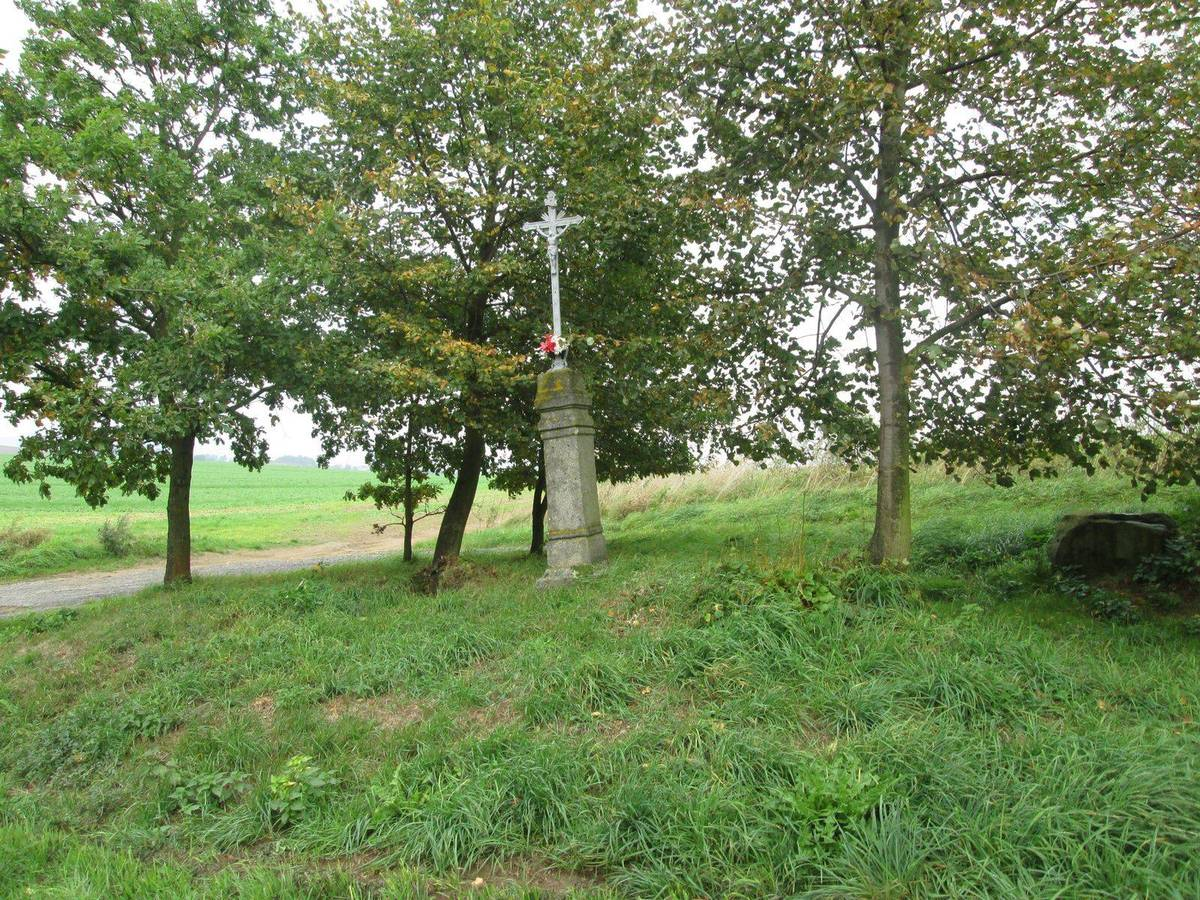
Kříž západně od Kosmáčova